# John Bristow
John Bristow (25 avril 1701 - 14 novembre 1768), de Mark Lane, Londres, et Quidenham, Norfolk, est un marchand, financier et homme politique anglais qui siège à la Chambre des communes de 1734 à 1768.

## Jeunesse
Bristow est le troisième fils survivant de Robert Bristow (1662-1706), député de Micheldever, Hampshire, et de sa femme Katherine Woolley, fille de Robert Woolley, marchand de vin, de Londres. Il devient l'un des principaux marchands du commerce avec le Portugal, et une figure éminente de la Compagnie de la mer du Sud, dont il est administrateur à partir de 1730 puis sous-gouverneur à partir de 1733. En 1733, il épouse Anne Judith Foisin, la fille de Paul Foisin, un marchand des Indes orientales à Paris.

## Carrière

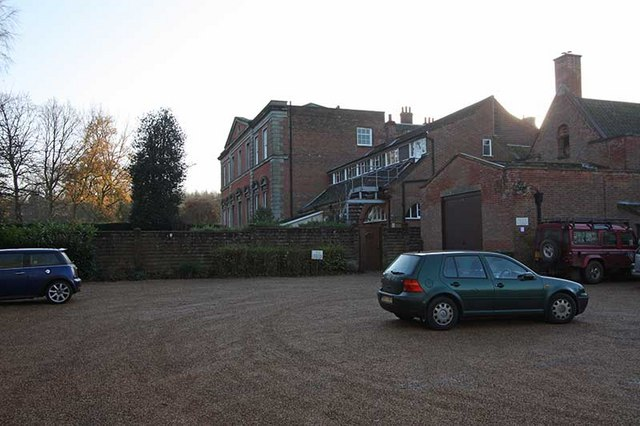
Quidenham Hall a été acquis par Bristow quelque temps après 1740.

Bristow est désigné par son beau-frère, John Hobart (1er comte de Buckinghamshire), en tant que député de Bere Alston aux élections générales britanniques de 1734. Il vote en accord avec le gouvernement. En 1739, lors du déclenchement de la guerre avec l'Espagne, lui et son partenaire Peter Burrell obtiennent des contrats pour envoyer de l'argent aux forces de Gibraltar, de Minorque et de la Jamaïque. Le contrat de la Jamaïque est à des conditions très favorables et des allégations sont émises selon lesquelles Walpole a fait une mauvaise affaire pour le public. Aux élections générales britanniques de 1741 il est réélu député de St Ives. Après la chute de Walpole en 1742, un comité secret est mis en place par les Communes pour enquêter sur le contrat jamaïcain et approuve les charges retenues contre lui, mais aucune mesure n'est prise. Bristow aide à financer la guerre continentale et, en 1744, est parmi les garants d'un prêt du gouvernement, avec une part de 150 000 £. En 1744, il est également nommé fiduciaire pour un prêt de 200 000 £ au roi de Sardaigne. En 1744, il participe à la collecte de fournitures pour la guerre. Il est réélu député de St Ives aux élections générales britanniques de 1747. En 1753, il prête 90 000 £ à Dantzig.
Aux élections générales britanniques de 1754, Bristow est réélu député de Bere Alston. Il subit de lourdes pertes lors du tremblement de terre de Lisbonne en 1755, ce qui lui cause des difficultés financières. En novembre, le Trésor lui demande, ainsi qu'à ses associés, de se procurer des provisions pour le Portugal, et en décembre, Bristow et Burrell sont nommés pour fournir de l'argent pour le soulagement des personnes en détresse au Portugal, et devaient être payés 100 000 £ pour couvrir les frais. Il devient sous-gouverneur de la Compagnie des mers du Sud en 1756. Aux élections générales britanniques de 1761, il est réélu député d'Arundel sous le patronage du gouvernement. À ce moment-là, il doit au gouvernement des sommes considérables, mais argue que son domaine dans le Norfolk fournirait plus qu'assez pour couvrir le montant, et on lui doit de grosses sommes au Portugal. Il est allé au Portugal et y est probablement resté car il est absent une grande partie du parlement. Il ne se présente pas aux élections générales britanniques de 1768.

## Mort et héritage
Bristow meurt au Portugal le 14 novembre 1768, laissant quatre fils et onze filles. Sa fille Caroline épouse William Henry Lyttleton, député. Sa fille, Frances, épouse Richard Neave, plus tard gouverneur de la Banque d'Angleterre. Une autre fille, Harriot Elizabeth Slessor, qui épouse un officier de l'armée en poste au Portugal, est une ancêtre de l'actrice Olivia Colman.
Bristow acquiert Quidenham Hall après 1740 et ajoute une aile est de style palladien et un portique ouest soutenu par de grandes colonnes doriques.
Le frère de Bristow, Robert Bristow (1688-1737) et son neveu Robert Bristow (1712-1776) sont tous deux députés pour Winchelsea, qui a été le siège de son père.